# Karl Arnstein
Karl Arnstein (Praga, 24 de março de 1887 — Bryan (Ohio), 12 de dezembro de 1974) foi um engenheiro tcheco.
Foi um dos mais destacados engenheiros de dirigíveis do século XX. Trabalhou na Alemanha e nos Estados Unidos.
Nasceu em Praga, Boêmia (atual República Tcheca) em uma família judaica. Desenvolveu métodos de análise de tensões, que foram incorporados aos materiais de dirigíveis e aeroplanos. Antes de envolver-se com dirigíveis foi um dos principais engenheiros na construção do viaduto de Langwieser, Suíça. Arnstein foi o projetista chefe dos dirigíveis da Marinha dos Estados Unidos USS Akron (ZRS-4) e USS Macon (ZRS-5).